# 小行星3196
小行星3196（3196 Maklaj）是一颗围绕太阳公转的小行星。1978年9月1日，尼古拉·切爾尼赫在克里米亚发现了此天体。
該小行星以俄羅斯民族學家和人類學家尼古拉·米克盧霍-馬克萊命名。
这颗小行星的绝对星等为323.7111397793378等。